# Hockey sobre césped en los XXI Juegos Centroamericanos y del Caribe
El hockey sobre césped en los XXI Juegos Centroamericanos y del Caribe se realizó en el Parque Yldefonso Solá Morales de Mayagüez del 18 de julio al 1 de agosto de 2010.
Los campeones fueron México y Trinidad y Tobago.

## Medallero[2]

### Medallero Total
País anfitrión en negrilla. La tabla se encuentra ordenada por la cantidad de medallas de oro.
| Núm.  | País              | Oro | Plata | Bronce | Total | Orden por Total |
| ----- | ----------------- | --- | ----- | ------ | ----- | --------------- |
| 1     | México            | 1   | 1     | 0      | 2     | 1               |
| 1     | Trinidad y Tobago | 1   | 1     | 0      | 2     | 1               |
| 3     | Barbados          | 0   | 0     | 2      | 2     | 1               |
| TOTAL | TOTAL             | 2   | 2     | 2      | 6     |                 |

Fuente: Organización de los XXI Juegos Centroamericanos y del Caribe

### Medallero por Género
País anfitrión en negrilla. La tabla se encuentra ordenada por la cantidad de medallas de oro.
| Clasificación por Oro | País              | Hombres | Hombres | Hombres | Hombres | Mujeres | Mujeres | Mujeres | Mujeres | TOTAL | Clasificación por Total |
| Clasificación por Oro | País              |         |         |         | Total   |         |         |         | Total   | TOTAL | Clasificación por Total |
| 1                     | México            | 1       | 0       | 0       | 1       | 0       | 1       | 0       | 1       | 2     | 1                       |
| 1                     | Trinidad y Tobago | 0       | 1       | 0       | 1       | 1       | 0       | 0       | 1       | 2     | 1                       |
| 3                     | Barbados          | 0       | 0       | 1       | 1       | 0       | 0       | 1       | 1       | 2     | 1                       |
| TOTAL                 | TOTAL             | 1       | 1       | 1       | 3       | 1       | 1       | 1       | 3       | 6     |                         |

Fuente: Organización de los XXI Juegos Centroamericanos y del Caribe